# Hylacola
Hylacola är ett litet fågelsläkte i familjen taggnäbbar inom ordningen tättingar. Släktet omfattar endast två arter som förekommer i södra Australien:
- Rostgumpad hedsmyg (H. pyrrhopygia)
- Malleehedsmyg (H. cauta)

Vissa inkluderar dem i Calamanthus.